# أكاش خورانا
أكاش خورانا هو ممثل هندي، وكاتب سيناريو، وفنان مسرحي ورائد أعمال. لديه خبرة غنية ومتنوعة فقد كلن لما يقرب من أربعة عقود في مجال المسرح والسينما والتلفزيون والأكاديميين وشؤون الشركات.

## وصلات خارجية
- أكاش خورانا على موقع IMDb (الإنجليزية)
- أكاش خورانا على موقع ألو سيني (الفرنسية)
- أكاش خورانا على موقع أول موفي (الإنجليزية)
- أكاش خورانا على موقع قاعدة بيانات الأفلام السويدية (السويدية)
- أكاش خورانا على موقع قاعدة بيانات الفيلم (الإنجليزية)
- أكاش خورانا على موقع كينوبويسك (الروسية)